# Waldemar Zimmermann
Waldemar Zimmermann (* 3. August 1876 in Plötzensee, Kreis Niederbarnim; † 16. Juni 1963 in Hamburg) war ein deutscher Volkswirt und Sozialpolitiker.

## Leben
Nach einer praktischen Ausbildung im Maschinenbau, gefolgt von einem Studium an der TH Charlottenburg, widmete sich Waldemar Zimmermann seit 1897 den Studien Rechts- und Staatswissenschaften bei Gustav v. Schmoller, Philosophie sowie Geographie an der Friedrich-Wilhelms-Universität Berlin, 1902 zum Dr. phil. promoviert, fungierte er bis 1912 als Redakteur und Mitherausgeber der Wochenzeitung Soziale Praxis.
1905 unternahm er eine Studienreise nach England und Schottland. 1907 habilitierte er sich in Berlin für Wirtschafts- und Sozialwissenschaften. 1913 wurde er dort zum a.o.Professor ernannt. Während des Ersten Weltkriegs gehörte Zimmermann an führender Stelle dem Kriegsausschuss für Konsumenteninteressen an, 1918 wurde er zum Referenten der Wirtschaftlichen Kommission des preußischen Kriegsministeriums bestellt.
1920 ging er als a.o. Professur für Volkswirtschaftslehre und Sozialpolitik an die Universität Hamburg, die ihn 1925 zum o. Professor ernannte. Zum 1. Mai 1937 trat er der NSDAP bei. 1941 wurde er emeritiert. Zusätzlich wirkte er zeitweise als Generalsekretär der Gesellschaft für Soziale Reform. Mit Ludwig Heyde saß er im Vorstand des Evangelisch-Sozialen Kongresses. In der Wirtschaftskrise sprach er sich für eine Politik der Arbeitsbeschaffung aus, wie sie später von den Nationalsozialisten verwirklicht wurde. Für das Arbeitswissenschaftliche Institut arbeitete er als Berater der Institutsleitung.

## Schriften
- Gewerbliches Einigungswesen in England und Schottland : Bericht der Studienkommission der Gesellschaft für Soziale Reform, Fischer, Jena, 1906
- Haftung und Abdingbarkeit der Tarifverträge nach dem geltenden Recht, Sittenfeld, Berlin, 1913
- Rechtsfragen des Arbeitstarifvertrags : Haftung, Abdingbarkeit ; Auf Grund einer Umfrage des Arbeitsrechts-Ausschusses der Gesellschaft für Soziale Reform, Fischer, Jena, 1913
- Ausbau und Vervollkommnung des gewerblichen Einigungswesens : Auf Grund einer Erhebung des Arbeitsrechts-Ausschusses der Gesellschaft für Soziale Reform, Fischer, Jena, 1914
- Die Arbeiterfrage in Deutschland nach dem Kriege, Gersbach & Sohn, Berlin, 1925
- Die Lebens- und Arbeitsverhältnisse der erwerbstätigen Jugend in Deutschland : Vortrag auf der Tagung des Evangelisch-Sozialen Kongresses in Saarbrücken am 27. Mai 1926, Vandenhoeck & Ruprecht, Göttingen, 1926
- Mit Rudolf Meerwarth, Adolf Günther: Die Einwirkung des Krieges auf Bevölkerungsbewegung, Einkommen und Lebenshaltung in Deutschland, Deutsche Verlags-Anstalt, Stuttgart, Berlin, Leipzig, 1932